# Jorma Ollila
Jorma Jaakko Ollila (Seinäjoki, 15 agosto 1950) è un dirigente d'azienda finlandese.
Dal 1992 al 2006 è stato chairman e CEO della Nokia, dal 1996 è membro del consiglio direttivo di Otava Books and Magazines Group, dal 1997 di UPM-Kymmene, e dal 2000 di Ford.